# Antonio Maldonado Minoja
Antonio Maldonado Minoja ( - 22 de junio de 1722) fue un sacerdote español que llegó a ser obispo de Oviedo.
El 3 de julio de 1720 es promovido para el cargo de obispo de Oviedo, puesto que ocupará a partir del 21 de enero de 1722.
Fallece el 22 de junio de 1722.
| Predecesor: José Fernández del Toro | Obispo de Oviedo 1720–1722 | Sucesor: Tomás José Ruiz Montes |

- Datos: Q5656878